# Ana Jelušić
Ana Jelušić (Rijeka, 28. prosinca 1986.), bivša hrvatska alpska skijašica.

## Životopis
Počela je skijati s dvije i pol godine. Trener joj je Zoran Sobol od samog početka. Članica je Skijaškog kluba Platak. Pobjeđivala je u dječjim natjecanjima. Završila je gimnaziju u Rijeci. Prvu utrku u Svjetskom skijaškom kupu, imala je sa 16. godina, 26. listopada 2001. u austrijskom Söldenu. Na Zimskim olimpijskim igrama 2002. u Salt Lake Cityju, bila je najmlađa natjecateljica s 15 godina. Uzor joj je Janica Kostelić. Uz materinji hrvatski, govori engleski, talijanski i njemački jezik. Najbolji uspjeh u Svjetskom kupu je 2. mjesto u slalomu koje je ostvarila 4. siječnja 2007. u Zagrebu.

## Uspjesi
Svjetska juniorska prvenstva
- Brianconnais 2003., 2. mjesto u slalomu
- Bardonecchia 2005., 3. mjesto u slalomu

Svjetsko prvenstvo
- Bormio 2005., 9. mjesto u slalomu
- Åre 2007., 4. mjesto u slalomu
- Val d'Isère 2009., 7. mjesto u slalomu
- Garmisch-Partenkirchen 2011., 17. mjesto u slalomu

| Najbolji rezultati u Svjetskom kupu |           |            |
| Sezona                              | Poredak   | Disciplina |
| Zagreb, Hrvatska 2007.              | 2. mjesto | slalom     |
| Lake Louise, Kanada 2007.           | 3. mjesto | slalom     |
| Levi, Finska, 2006.                 | 4. mjesto | slalom     |
| Semmering, Austrija, 2006.          | 4. mjesto | slalom     |
| Aspen, SAD, 2004.                   | 5. mjesto | slalom     |
| Kranjska Gora, Slovenija, 2007.     | 5. mjesto | slalom     |
| Sierra Nevada, Španjolska, 2007.    | 5. mjesto | slalom     |
| Aspen, SAD, 2006.                   | 6. mjesto | slalom     |

| Osvojene pozicije u svjetskom kupu po sezonama |            |            |
| Sezona                                         | Mjesto     | Bodovi     |
| 2002./2003.                                    | 98. mjesto | 12 bodova  |
| 2003./2004.                                    | 78. mjesto | 46 bodova  |
| 2004./2005.                                    | 51. mjesto | 131 bod    |
| 2005./2006.                                    | 47. mjesto | 147 bodova |